# Heerenveen
Heerenveen (It Hearrenfean en frisó) és un municipi de la província de Frísia, al nord dels Països Baixos. El 31 de març de 2015 tenia 50.169 habitants repartits per una superfície de 187,76 km² (dels quals 6,9 km² corresponen a aigua).

## Nuclis de població
Font: CBS

## Evolució de la població
- 2009 - 43.235
- 2004 - 42.653
- 2003 - 42.190
- 2002 - 40.443
- 2001 - 41.777
- 2000 - 40.443
- 1995 - 39.256
- 1990 - 37.929

## Administració
| Partit              | Escons | canvi des de 2002 |
| ------------------- | ------ | ----------------- |
| PvdA                | 12     | +5                |
| CDA                 | 4      | -1                |
| VVD                 | 4      | -1                |
| Leefbaar Heerenveen | 2      | -2                |
| GroenLinks          | 2      | +0                |
| ChristenUnie        | 2      | +1                |
| FNP                 | 1      | +0                |
| SP                  | 0      | -1                |
| D66                 | 0      | -1                |
| Total               | 27     | -                 |

## Galeria d'imatges

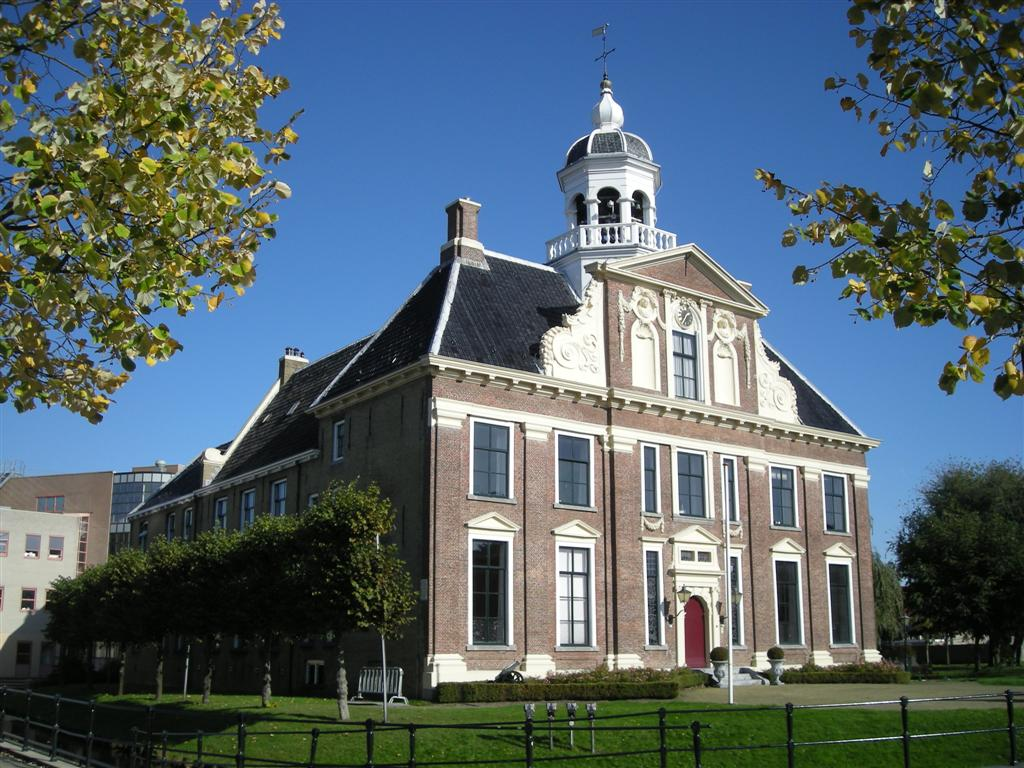
El Crackstate
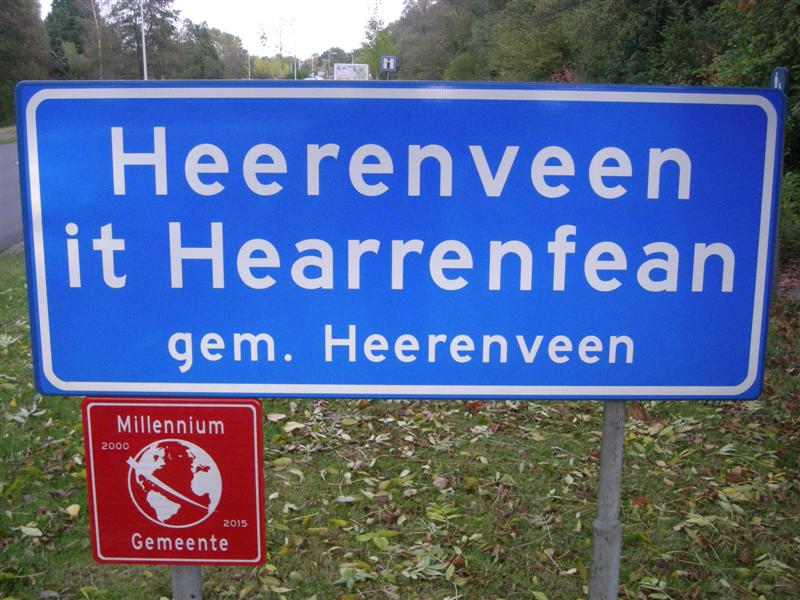
Indicador bilingüe
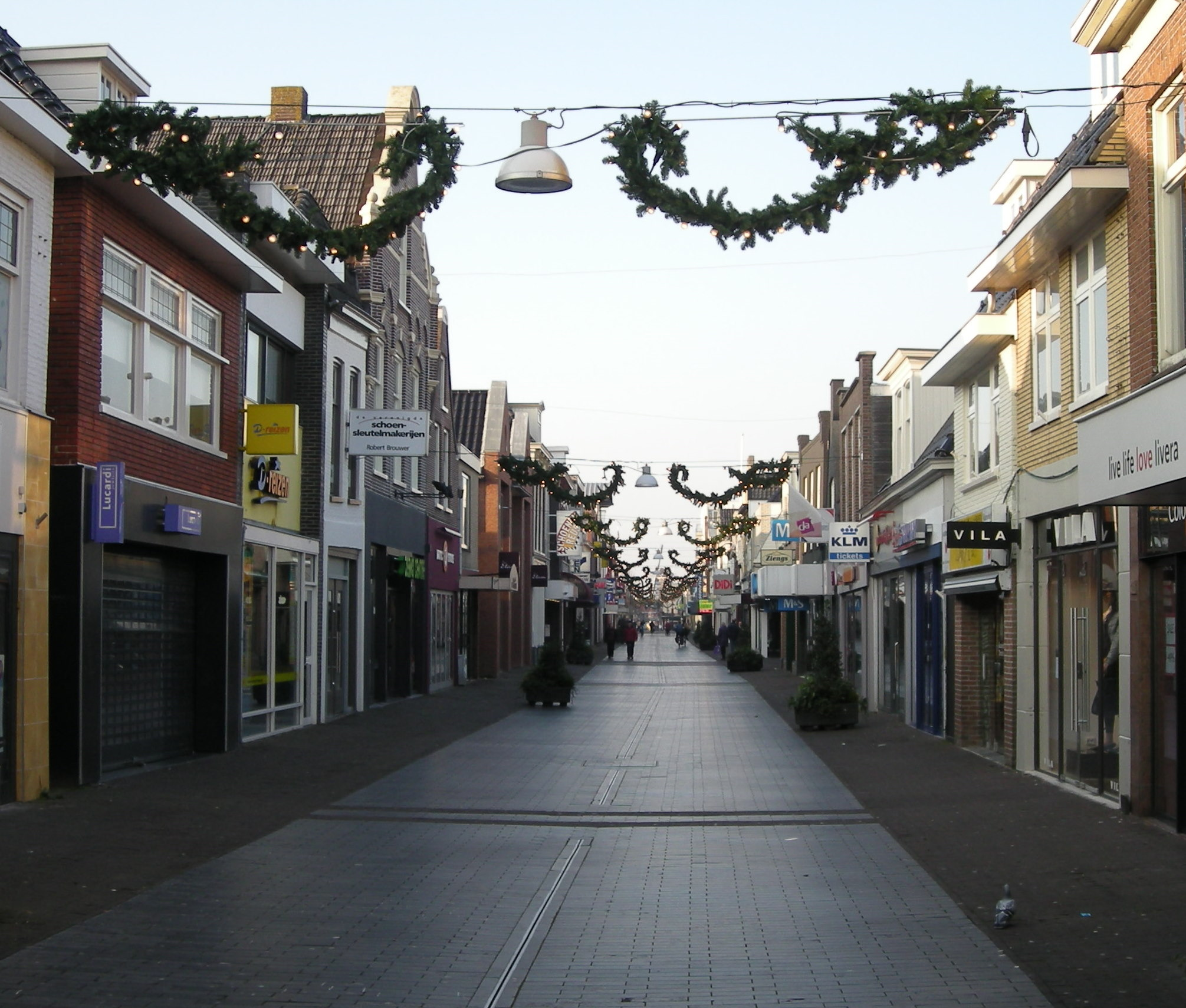
Carrer de Heenreveen